# تنسيق وصمي

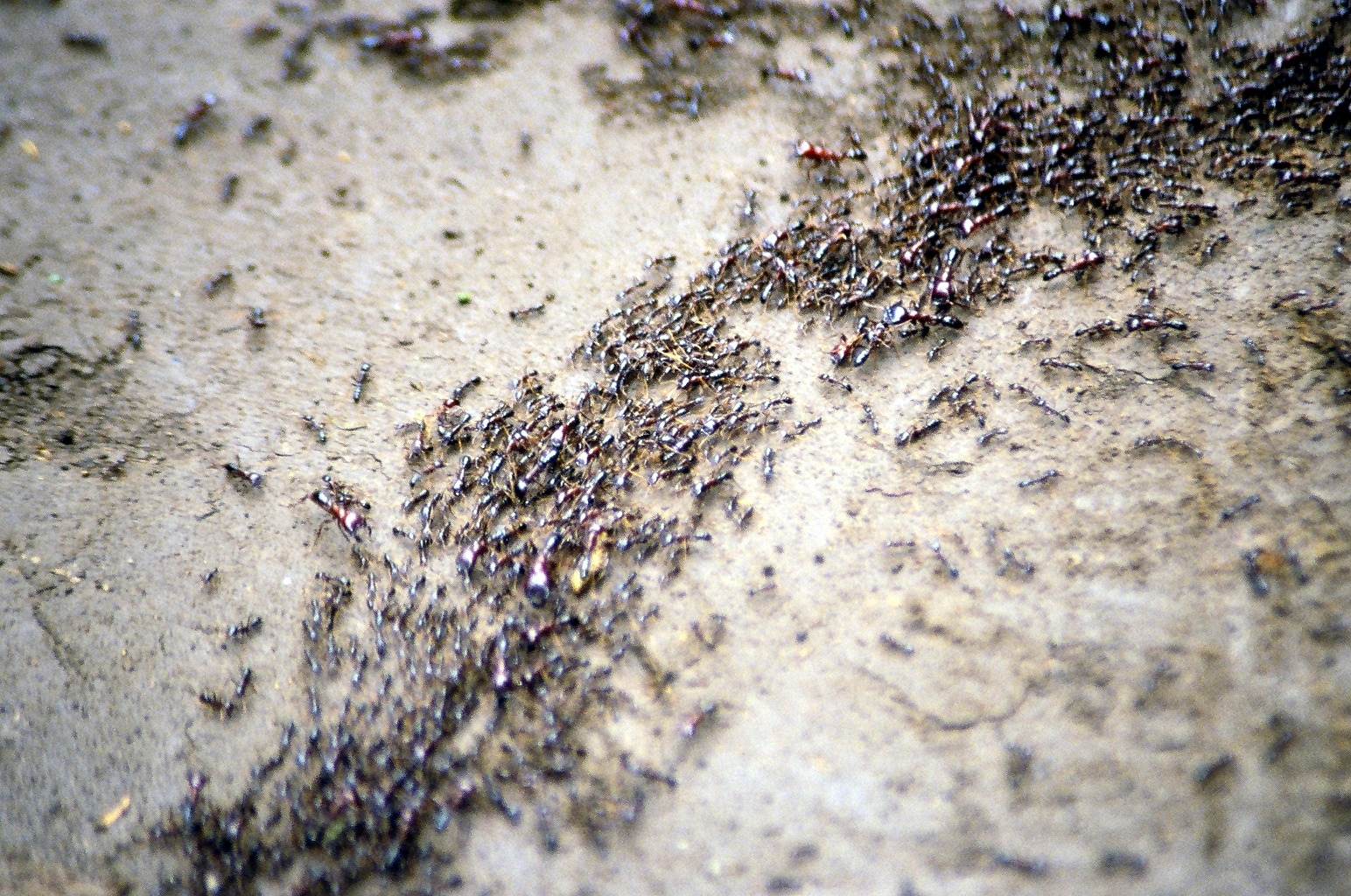

إشارة العمل أو التنسيق الوصمي أو الستيغميرجيا (Stigmergy، باللغة الإنجليزية) هي آلية للتنسيق غير المباشر بين مجموعة من الفاعلين في أي مجتمع بشري أو غير بشري، بحيث أن الآثار التي يتركها الفاعلون القبْلِيون في البيئة عند مزاولة مهامهم تساعد الفاعلين القبليين أنفسهم أو الفاعلين الجدد على توليد أفعال جديدة مرتبطة بسابقاتها. وعليه، فإن هذه الآلية العجيبة تؤدي إلى تقوية الأفعال المتتالية ومن ثمة إلى بروز عفوي  لنشاط عام متسق ومنظم بطريقة منهجية، على شاكلة مجتمع النمليات (الاسم العلمي:  Formicidae) الذي يشتغل بنظام وانتظام عجيبيْن.
أول من استخدم مصطلح «الستيغميرجيا» عالم الأحياء الفرنسي بيير بول غراسي سنة 1959، في إطار دراسته لسلوك النمل الأبيض، أو الأرضة. عرف البروفيسور بيير بول غراسي «الستيغميرجيا» على أنها عبارة عن تحفيز أو تنشيط للعمال عن طريق المهام التي يزاولونها جماعة وبشكل منسق. أما أصل المصصلح فيعود إلى اللغة اليونانية، إذ يتكون من كلمتين: stigma) στιγμα)، أي «إشارة» أو «وصمة»؛ و εργον) ergon)، أي «عَمَل» أو «فِعْل»، مما يعني أن أعمال فاعل معين تترك إشارات في البيئة، بحيث يتلقفها هذا الفاعل كما الفاعلون الآتون من بعده، مما يؤثر إيجابياً على الأفعال الموالية التي تصبح أحسن تنظيماً واتساقاً باتباع منهجية فائقة التنظيم.

## التنسيق الوصمي عند الحشرات الاجتماعية
يمكن أن يلاحظ المرء بصفة جلية أنظمة استيغميرجية أو أنظمة تنسيقية وصمية ضمن الكائنات الاجتماعية العليا. يتواصل النمل مثلاً عن طريق إيداع الفيرومون في الأماكن التي يمر منها، وذلك لكي يستطيع أفراد مجتمع النمل الآخرون أن يهتدواْ به من أجل البحث عن الطعام أو مستعمرات نمل جديدة يمكن التعاون والتآزر معها لغرض إشباع الحاجات. كما أن الأرضات تستعمل الفيرومونات من أجل وضع بنيات ضخمة ومعقدة من الطين بالاستناد إلى قاعدة لا مركزية بسيطة، بحيث أن كل فرد منها يجمع قسطا من الطين والوحل المحتويين على فيرومونات ويضعه على الأرض. وبما أن أفراد المجموعة تجذبهم الرائحة، فإنهم يضعون الأشياء التي جمعوها في نفس المكان الذي يضعها فيه الأفراد الآخرون، مما يؤدِّي إلى تشكيل أعمدة وتوابيث وأنفاق وبيوت.

## التنسيق الوصمي عند الجماعات الإنسانية
يستخدم المتخصصون في العلوم الإنسانية والاجتماعية من علم اجتماع وعلم نفس اجتماعي وعلوم اقتصادية وعلوم سياسية مصطلح التنسيق الوصمي للدلالة على ألية الذكاء الجمْعِي التي تؤدي إلى تحقيق أهداف أسمى للشبكات الاجتماعية المفتوحة. تجدر الإشارة أيضاً إلى أن التنسيق الوصمي يمكن أن يساعد على فهم أحسن للفروق الهائلة في درجات التنمية الاقتصادية والاجتماعية والسياسية بين الأمم، بحيث أن المجتمعات التي تتقن التنسيق الوصمي غالبا ما تقترب شيئا ما من سلوك الكائنات الاجتماعية العليامن غير البشر، مما يساعدها على التقدم والرقي وتحويل البنيات المركبة إلى ما هو أنسب، وبالتالي تحقيق درجة تنمية معتبرة. ويعني هذا أن تحقيق التنمية المنشودة لا يقتصر على تصور نموذج تنموي جديد من قبيل النموذج التنموي الجديد الذي نادى به المغرب في الآونة الأخيرة، ولكنه يستوجب زرع ثقافة التنسيق الوصمي بين أفراد المجتمع، مما يستدعي توفر صانعي القرار على الإرادة السياسية والقدرة المثلى على التنسيق بين الفاعلين السياسيين والاقتصاديين والاجتماعيين، أو بصفة عامة بين الفاعلين المؤسساتيين وشبه المؤسساتيين وغير المؤسساتيين.